# Willemia anophthalma
Willemia anophthalma är en urinsektsart som beskrevs av Borner 1901. Willemia anophthalma ingår i släktet Willemia och familjen Hypogastruridae. Arten är reproducerande i Sverige. Inga underarter finns listade i Catalogue of Life.